# 張昭遠 (宋朝)
張昭遠，字持正，北宋沧州无棣人。张凝的儿子。
十八岁时，父亲陷入契丹重围中，張昭遠挺身将其救出，被朝廷擢升为左班殿直、寄班祗候。每赐出使还，上奏利害多称旨。为忻州都巡检，升任内殿崇班。历任知瀛州、知定州。天禧初年，为河北缘边安抚副使，转任西上閤门使、知雄州。当地大雨，塘堰大溢，他领兵筑长堤堵水。领忠州刺史、知成德军，转任四方馆使。滹沱河决口，坏城墙，于是張昭遠修五关城，外环以堤，民以为利。历任步军马军都虞候、嘉州防御使、知代州。官至左龙武军大将军、昭州防御使，去世后，赠应州观察使。